# Petricola carditoides
Petricola carditoides är en musselart som först beskrevs av Conrad 1837.  Petricola carditoides ingår i släktet Petricola och familjen Petricolidae. Inga underarter finns listade i Catalogue of Life.